# Kotkan Työväen Palloilijat
Kotkan Työväen Palloilijat (förkortat KTP) är en fotbollsklubb från Kotka i Finland. Representationslaget FC KTP spelar i Tipsligan 2015. KTP har vunnit Mästerskapsserien två gånger och Finlands cup fyra gånger. Klubbens reservlag FC KooTeePee bildade en egen förening år 2000 men lagen slogs ihop igen i december 2013. Laget har spelat i Mästerskapsserien/Tipsligan 1948-1958, 1963-1969, 1979-1983, 1999-2000, 2003-2008 (som FC KooTeePee) och sedan 2015. KTP:s största legender är Arto Tolsa och Teemu Pukki.

## Kronologi och namn
- År 1927 bildas Kotkan Työväen Palloilijat (KTP). Klubben väljs omedelbart in i Arbetarnas Idrottsförbund.
- Säsongen 1948 debuterar KTP i högsta serien.
- Säsongen 1951 vinner KTP sitt första FM-guld efter att ha vunnit Mästerskapsserien en poäng före IFK Vasa.
- Säsongen 1952 försvarar KTP sitt guld. Marginalen ner till andraplacerade VIFK blir denna gång fyra poäng.
- FC KooTeePee bildas 2000 som KTP:s reservlag.
- När KTP går i konkurs blir KooTeePee förstalaget, vilket spelar i Tipsligan 2003-2008. Kotkan Työväen Palloilijat (KTP) startar om i seriesystemet.
- KooTeePee och Kotkan Työväen Palloilijat (KTP) slås samman efter säsongen 2013 till FC KTP. Laget tar över KooTeePees plats i Ettan till säsongen 2014.
- FC KTP slutar tvåa bakom IFK Helsingfors i Ettan 2014 men stiger till Tipsligan då FC Haka nekas licens till säsongen 2015.

## Placering senaste säsonger
| Säsong | Nivå | Liga          | Placering | Referens | Notering                      |
| ------ | ---- | ------------- | --------- | -------- | ----------------------------- |
| 2018   | 2    | Ykkönen       | 7         | [ 2 ]    |                               |
| 2019   | 2    | Ykkönen       | 4         | [ 3 ]    |                               |
| 2020   | 2    | Ykkönen       | 2         | [ 4 ]    | Uppflyttad till Veikkausliiga |
| 2021   | 1    | Veikkausliiga | 12        | [ 5 ]    | Nedflyttad till Ykkönen       |
| 2022   | 2    | Ykkönen       | 1         | [ 6 ]    |                               |
| 2023   | 1    | Veikkausliiga | 12        | [ 7 ]    | Nedflyttad till Ykkönen       |